# Rebeuvelier
Rebeuvelier (antiguamente en alemán Rippertswiler) es una comuna suiza del cantón de Jura, localizada en el distrito de Delémont. Limita al norte con las comunas de Courroux, al noreste y este con Val Terbi, al sur con Crémines (BE), Grandval (BE) y Roches (BE), y al oeste con Courrendlin.

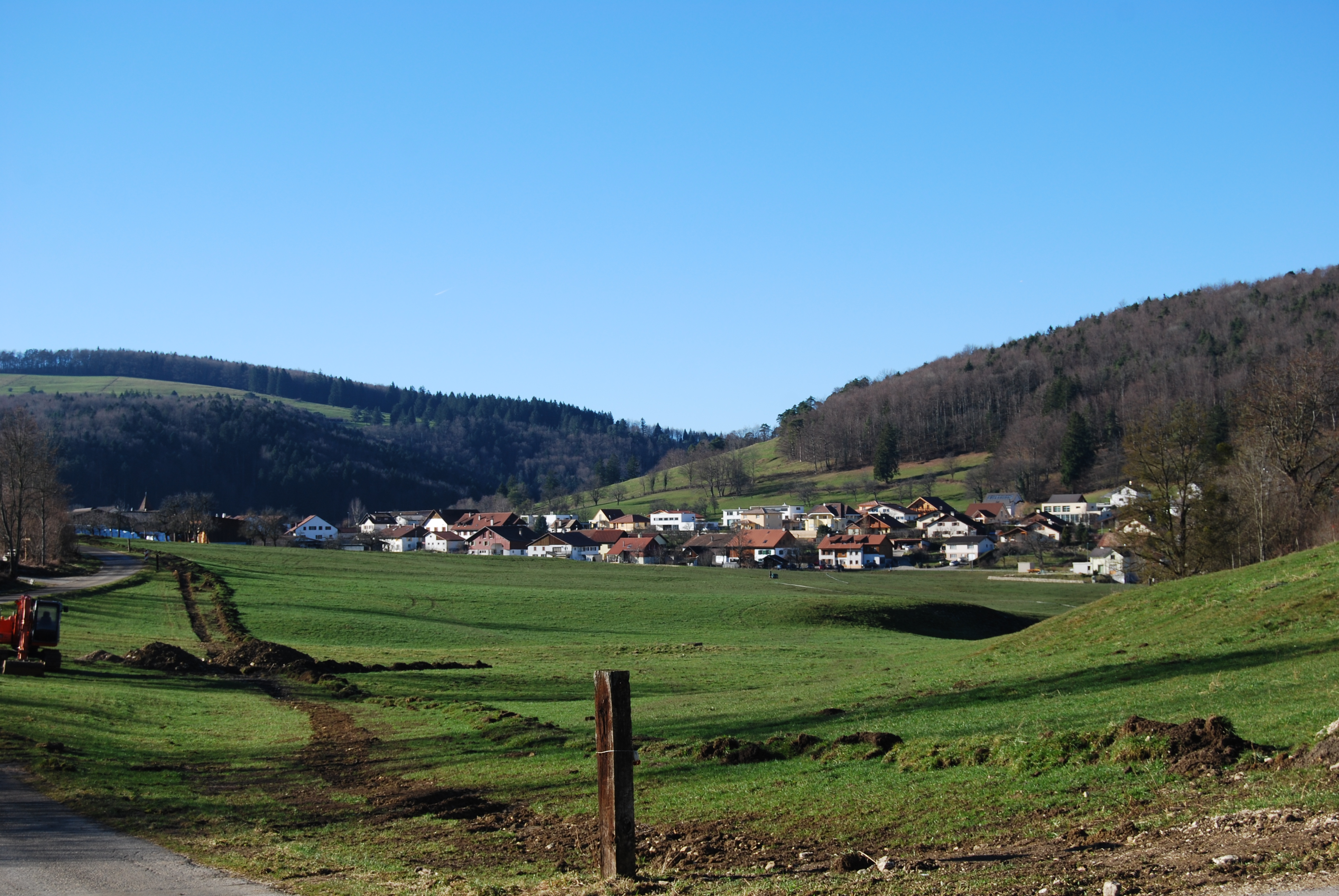
Rebeuvelier